# Manuel Andrés

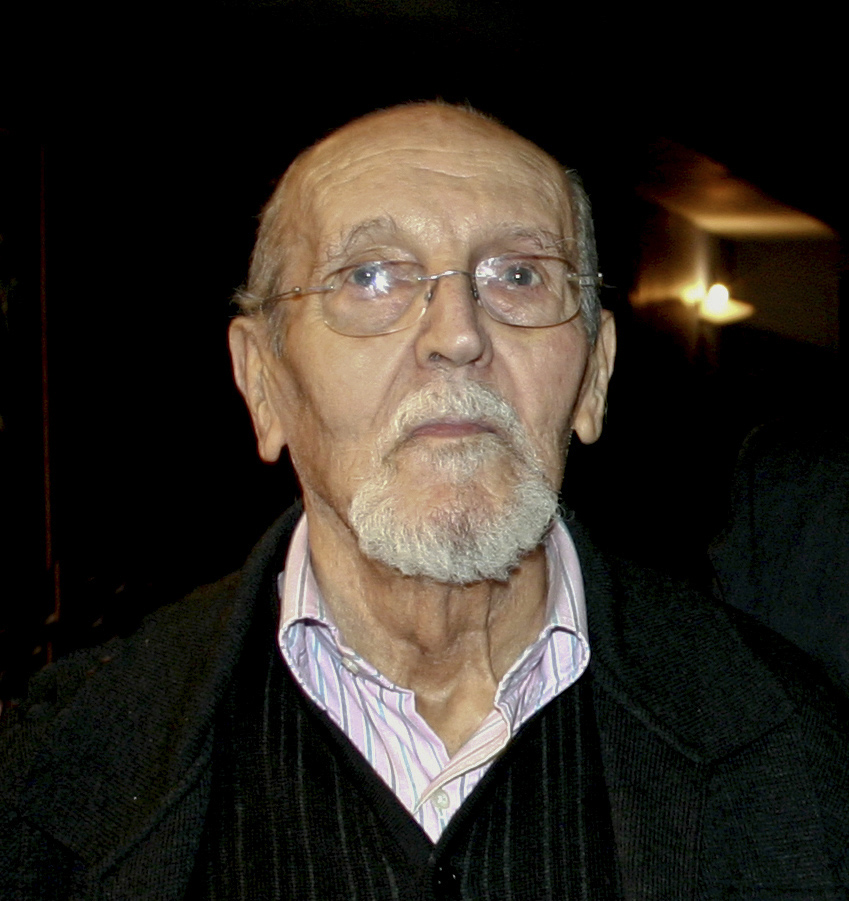
El actor Manuel Andrés

Manuel Andrés González (Valencia, España, 1930-Valencia, 1 de septiembre de 2013)fue un escritor y actor español conocido especialmente en televisión por su papel de Julián Pastor en la serie La que se avecina.

## Biografía
Debutó en el Teatro Serrano participando en el montaje de la obra Seis personajes en busca de autor de Luigi Pirandello. Ese mismo año, ya en Madrid, interpretaba Rosas de otoño, de Jacinto Benavente, junto a Irene López Heredia.Ha sido precisamente sobre los escenarios donde ha forjado casi toda su carrera artística, tanto en España como en América Latina.
Entre sus representaciones más notables pueden mencionarse El zoo de cristal (1957) de Tennessee Williams, Medea (1958) de Eurípides con Núria Espert y Milagros Leal entre otros, Camino real (1958) de Tennessee Williams, Doña Endrina (1960), La viuda valenciana (1960),El anzuelo de Fenisa (1961),ambas de Lope de Vega, El mago de Oz (1961), Farsa infantil de la cabeza del dragón (1962), de Ramón María del Valle-Inclán, Las andanzas de Pinocho (1962), Historias para ser contadas (1962) de Osvaldo Dragún, La isla del tesoro (1962) de Robert Louis Stevenson, La pareja (1963) de Jaime de Armiñán, Peter Pan (1964), De pronto, una noche... (1964), de Alfonso Paso,Los peces gordos (1965) de Paso, Mi marido quedó atrás (historia de un trono bacante) (1967) de Anna Bonacci, Don Juan o el amor a la geometría (1968) de Max Frisch, Dulcinea (1968) de Gaston Baty, Don Gil de las calzas verdes (1968) de Tirso de Molina, Cita los sábados (1969) de Jaime Salom, Cuatro historias de alquiler (1970) de Pierre Barillet y Gredy, Salsa picante (1971) de Joyce Rayburn, Mi amiga la gorda (1974) de Charles Lawrence, Una modelo para un desnudo (1977) de Claude Magnier, Sé infiel y no mires con quién (1977) de Ray Cooney, Las doce en punto (1980) de Carlos Arniches, Federica de Bramante (1981) de Jorge Llopis y Tono, Si viviéramos dos veces/Los muertos (1981) de Max Aub, Anacleto se divorcia (1981) de Pedro Muñoz Seca, El chalet de madame Renard (1984) de Miguel Mihura, El poder de la mandrágora (1989), de Peter Shaffer, Fedra (1990) de Miguel de Unamuno, Hazme de la noche un cuento (1991) de Jorge Márquez, Leticia y Amoricia (1992) de Peter Shaffer, La fiaca (1994), de Ricardo Talesnik,Tres forasters de Madrit (1995), Que viene mi marido (2000), de Carlos Arniches y El lindo don Diego (2001), de Agustín Moreto.
Su última etapa profesional se centró en televisión, recordándose especialmente el personaje del padre de Enrique Pastor, Julián, en la popular serie La que se avecina (2007 - 2008), un octogenario empeñado en vivir una segunda infancia. También hizo una aparición esporádica en Aquí no hay quien viva al interpretar a Amancio, un jubilado al que Marisa intentó casarse, pero murió en la boda. Su vida quedó recogida en sus memorias Te lo cuento y no te miento (2004).

## Fallecimiento
Falleció en Valencia, el 1 de septiembre de 2013 debido a una insuficiencia respiratoria. Tenía 83 años.

## Premios
- Premio Especial Tirant (2009).[9]

## Televisión
- 1964 - Confidencias
- 1964 - Escuela de maridos
- 1969 - La risa española
- 1970 - Hora vez
- 1973 - Teatro Catalán
- 1974 - Silencio, estrenamos
- 1976 - Los misterios de París, de Eugenio Sué; Novela, 1976
- 1980 - Estudio 1
- 1982 - Ramón y Cajal: Historia de una voluntad
- 1982 - La máscara negra
- 1983 - Anillos de oro
- 1986 - Segunda enseñanza
- 1991 - La huella del crimen
- 1992 - Primero izquierda
- 1993 - Lleno, por favor
- 1994 - Encantada de la vida
- 1994 - ¡Ay, Señor, Señor!
- 1996 - La casa de los líos
- 1998 - Hermanas
- 1998 - Manos a la obra
- 1999 - 7 vidas
- 2001 - Periodistas
- 2002 - Policías, en el corazón de la calle
- 2003 - Arroz y tartana
- 2004 - ¿Se puede?
- 2004 - Manolito Gafotas
- 2004 - Mis adorables vecinos
- 2006 - Amistades peligrosas
- 2006 - Aquí no hay quien viva
- 2006 - Fuera de control
- 2006 - Los simuladores (España)
- 2006-2007 - SMS
- 2007 - Cafetería Manhattan
- 2007 - Los Serrano
- 2007 - Génesis: En la mente del asesino
- 2007 -2008 - La que se avecina
- 2008 - Sin tetas no hay paraíso
- 2008 - Hospital Central

## Miniserie
- 1995 - La Regenta

## Cine
| Año  | Película                                                 | Personaje             | Director             |
| ---- | -------------------------------------------------------- | --------------------- | -------------------- |
| 1966 | Fantasía 3                                               | Cowardly Lion         | Eloy de la Iglesia   |
| 1967 | De cuerpo presente                                       |                       | Antonio Eceiza       |
| 1968 | El hueso                                                 |                       | Antonio Giménez-Rico |
| 1970 | El cronicón                                              |                       | Antonio Giménez-Rico |
| 1972 | Ligue story                                              | Manolo                | Alfonso Paso         |
| 1975 | Manchas de sangre en un coche nuevo                      |                       | Antonio Mercero      |
| 1982 | Corazón de papel                                         |                       | Roberto Bodegas      |
| 1983 | Las autonosuyas                                          | Vicentico             | Rafael Gil           |
| 1990 | Disparate nacional                                       |                       | Mariano Ozores       |
| 1993 | Tres palabras                                            | Ernesto Mata          | Antonio Giménez Rico |
| 2000 | Terca vida                                               |                       | Fernando Huertas     |
| 2001 | La fuga                                                  | Ángel Villalba        | Eduardo Mignogna     |
| 2002 | Primer y último amor                                     | Alfredo Boltaña       | Antonio Giménez-Rico |
| 2002 | Mi casa es tu casa                                       | Invitado TV           | Miguel Álvarez       |
| 2002 | Soñando al Fénix (cortometraje)                          |                       | Fernando J. Múñez.   |
| 2003 | Arroz y tartana                                          | Alfonso               | José Antonio Escrivá |
| 2004 | Sucedió en España                                        |                       | Alex Quiroga         |
| 2004 | Tiovivo c. 1950                                          | Fulgencio             | José Luis Garci      |
| 2004 | Las hormigas acuden puntuales a las citas (cortometraje) | Notario               | Tina Olivares        |
| 2005 | Envejece conmigo (cortometraje)                          | Antonio               | Alberto Moreno       |
| 2006 | Cartas de Sorolla                                        |                       | José Antonio Escrivá |
| 2006 | Vida de la ONU muerto (cortometraje)                     |                       |                      |
| 2007 | Acuérdate de mí (cortometraje)                           |                       | Diego Arjona         |
| 2007 | A primera vista (cortometraje)                           | Anciano con alzheimer | Diego Sanchdrián     |
| 2007 | Buscando a Emma                                          | Padre de Julia        | Alex Quiroga         |
| 2007 | Ladrones                                                 | Cliente peluquería    | Jaime Marques        |
| 2009 | Perder el tiempo (cortometraje)                          | Ramiro                | Carlota Coronado     |
| 2009 | Cómicos (documental)                                     |                       | Marta Arribas        |